# شهرستان اورنج (تگزاس)
شهرستان اورنج، تگزاس (به انگلیسی: Orange County, Texas) یک سکونتگاه مسکونی در ایالات متحده آمریکا است که در تگزاس واقع شده‌است.

## خصوصیات
شهرستان اورنج ۹۸۴٫۲ کیلومترمربع مساحت دارد.